# Ionosfære
Ionosfæren er den del af atmosfæren, der er mere eller mindre elektrisk ledende, dvs. har en stor koncentration af positivt ladede atomer (ioner) og negativt ladede frie elektroner. Ionosfærens tilstand skyldes solens ultraviolette stråling og solens røntgenstråling - og mindre grad påvirkningen af andre energirige partikler. Ionosfæren er derfor også meget følsom over for udsving i Solens aktivitet – f.eks. i forbindelse med store soludbrud af partikler.
Ionosfæren strækker sig normalt ned til en højde på ca. 60 km over jordoverfladen og spiller en stor rolle i radiokommunikation her på Jorden, fordi den kan reflektere radiobølger i en varierende mængde af kortbølgebåndet. Ionosfæren påvirker også signaler, der kan trænge gennem dette område – f.eks. signaler fra GPS-navigationssatellitterne.
Ionosfæren kan faktisk betegnes som atmosfærens plasmaskjold.
Nordlys og sydlys viser sig fra ca. 80 km højde og opefter i ringformede områder ca. 17° fra de magnetiske poler.
Ionosfæren kan underopdeles i:
- F2-lag (>150 km højde)
- F1-lag (>150 km)
- E-lag (95-150 km)
- D-lag (75-90 km)